# Al Mina (huyện)
Huyện Al Mina là một huyện thuộc tỉnh Al Hudaydah, Yemen. Đến thời điểm năm 2003, huyện này có dân số 91843 người